# Komparativ rätt
Komparativ rätt är en subdisciplin inom rättsvetenskap, som innebär att jämföra olika juridiska system.

## Praktiska användningsområden
EU-domstolen använder sig delvis av en komparativ metod när den uttalar sig om tillämpligheten av EU:s rättsakter. Genom att undersöka hur EU-rätten är uppbyggd, samt genom paralleller till medlemsstaternas olika rättssystem och allmänna rättsprinciper, utmejslas gällande EU-rätt. Lagstiftaren använder sig ibland också av en komparativ metod för att utröna vad som bör lagstiftas om, samt hur lagstiftningen bör utformas. Det är inte ovanligt med komparativa utblickar i utredningar.